# Особливе бюро анархістів Донбасу
Особливе бюро анархістів Донбасу — координувальний орган анархістів Донбасу в кінці 1917 - початку 1918.

## Історія
Після лютневої революції в Донбас приїхала велика кількість анархо-синдикалістів з США, які займалися агітацією в шахтарських та робітничих колах бажаючи втілити в життя анархічні ідеї. Це були анархісти: О. Горелік, М. Коняєв, П, Рибін, М. Черняк, С. Дибець та інші.
25 листопада 1917 роки вони провели в Харкові І-шу конференцію анархістів Донецького басейну.
14 лютого 1918 анархісти провели в Катеринославі ІІ-гу конференцію анархістів Донецького басейну, на ній було створене Особливе бюро анархістів Донбасу, що розташувалося у Катеринославі. На цій конференції був присутній Петро Аршинов, який став членом бюро й редактором друкованого органу «Голос Анархіста».